# 2002年のバスケットボール
2002年のバスケットボール（2002ねんのバスケットボール）では、2002年（平成14年）のバスケットボール関連の出来事をまとめる。

## できごと
- 3月 - 男子いすゞ自動車ギガキャッツ、女子日立戸塚レパード、ユニチカ・フェニックス休部。
- 6月26日 - NBAドラフトにて、姚明がアジア人初のドラフト全体1位でヒューストン・ロケッツに指名される。

## 国際大会
- 男子世界選手権
  - 優勝: ユーゴスラビア
  - 準優勝: アルゼンチン
- 女子世界選手権
  - 優勝: アメリカ合衆国
  - 準優勝: ロシア
- アジア競技大会
男子
  - 優勝: 韓国
  - 準優勝: 中国

女子
  - 優勝: 中国
  - 準優勝: 韓国

## 国内大会

### 日本国内
- 全日本総合バスケットボール選手権大会
男子
  - 優勝:アイシン精機アイシンシーホース
  - 準優勝:ボッシュブルーウィンズ

女子
  - 優勝:ジャパンエナジーJOMOサンフラワーズ
  - 準優勝:シャンソン化粧品Vマジック
- Wリーグ
  - 優勝:ジャパンエナジーJOMOサンフラワーズ
  - 準優勝:シャンソン化粧品Vマジック
- JBLスーパーリーグ
  - 優勝:トヨタ自動車アルバルク
  - 準優勝:いすゞ自動車ギガキャッツ

### NBA
- NBAファイナル
  - ロサンゼルス・レイカーズ（西） （4勝） ニュージャージー・ネッツ（東）